# وزغ ورقي كايتي
وزغ ورقي كايتي (الاسم العلمي: Saltuarius kateae) هو نوع من الزواحف يتبع جنس الوزغ الورقي من الفصيلة الوزغية.